# Nininsina
DINGIRNininsina (auch Nin-insina, Nin-Isina; „Herrin von Isin“) ist eine sumerische Göttin. Sie war (um die erste Hälfte des 2. Jahrtausends v. Chr.) die Stadtgöttin von Isin und wurde auch als Heilgöttin verehrt. Nin’insina ist die Tochter von Urasch und An, die Gemahlin von Pabilsang und die Mutter von Damu. 
Ihr Symboltier ist der Hund. Sie wurde später mit Baba, Gula, Nintinugga und Inanna gleichgesetzt.